# Muchajjam Rafah
Muchajjam Rafah (arab. مخيم رفح) – obóz uchodźców palestyńskich w Autonomii Palestyńskiej; położony w Strefie Gazy (muhafaza Rafah). Według danych szacunkowych na rok 2016 liczył 46 541 mieszkańców.